# Dissanthelium
Dissanthelium es un género de plantas herbáceas perteneciente a la familia de las poáceas. Es originario de los Andes. Comprende 25 especies descritas y de estas, solo 15 aceptadas.

## Taxonomía
El género fue descrito por Carl Bernhard von Trinius y publicado en Linnaea 10(3): 305. 1836. La especie tipo es: Dissanthelium supinum Trin.
Etimología
Dissanthelium nombre genérico que deriva del griego dissos (doble) y anthelion (flor pequeña), aludiendo a sus dos flores.

## Especies
- Dissanthelium aequale Swallen & Tovar
- Dissanthelium amplivaginatum Tovar
- Dissanthelium atropidiforme (Hack.) Soreng
  - Dissanthelium atropidiforme var. atropidiforme
  - Dissanthelium atropidiforme var. patagonicum (Parodi) Soreng
- Dissanthelium breve Swallen & Tovar
- Dissanthelium brevifolium Swallen & Tovar
- Dissanthelium californicum (Nutt.) Benth.
- Dissanthelium calycinum (J.Presl) Hitchc.
  -     - Dissanthelium calycinum subsp. calycinum
    - Dissanthelium calycinum subsp. mathewsii (Ball) Soreng
- Dissanthelium densum Swallen & Tovar
- Dissanthelium expansum Swallen & Tovar
- Dissanthelium laxifolium Swallen & Tovar
- Dissanthelium longifolium Tovar
- Dissanthelium longiligulatum Swallen & Tovar
- Dissanthelium macusaniense (E.H.L.Krause) R.C.Foster & L.B.Sm.
- Dissanthelium mathewsii (Ball) R.C. Foster & L.B. Sm.
- Dissanthelium minimum Pilg.
- Dissanthelium patagonicum Parodi
- Dissanthelium peruvianum (Nees & Meyen) Pilg.
- Dissanthelium pygmaeum Swallen & Tovar
- Dissanthelium rauhii Swallen & Tovar
- Dissanthelium sclerochloides Steud. ex E.Fourn.
- Dissanthelium semitectum Swallen & Tovar
- Dissanthelium supinum Trin.
- Dissanthelium trollii Pilg.